# Зеелер, Владимир Феофилович
Владимир Феофилович Зеелер (6 июня 1874 — 27 декабря 1954, Париж) — российский политический и общественный деятель, юрист, адвокат, видный представитель русской эмиграции.

## Биография
Родился 6 июня 1874 года.
Получил образование на юридическом факультете Харьковского университета и был присяжным поверенным в Ростове-на-Дону. Одновременно с адвокатской деятельностью, он являлся гласным городской думы и получил известность в художественных кругах как коллекционер и в 1910—1918 годах председатель Ростовско-Нахичеванского на Дону общества изящных искусств.
Активная политическая деятельность Зеелера, члена кадетской партии, председателя её Донского отдела и Доно-Кубанского комитета Всероссийского земского союза, началась после Февральской революции 1917 года: в марте 1917 года он возглавил Ростовский гражданский комитет, стал комиссаром Временного правительства и городским головой Ростова-на-Дону. Октябрьскую революцию 1917 года не принял, заявив на расширенном заседании Ростовской городской думы 28 октября, что «о подчинении бандитам не может быть и речи». Организовал сбор пожертвований для формирования белых частей. После самоубийства генерала А. М. Каледина активно поддерживал его преемника А. М. Назарова, выступая, по словам А. И. Деникина, «добросовестным и деятельным посредником между Добровольческой армией с одной стороны, скаредной ростовской плутократией и враждебной нам революционной демократией — с другой».
В дальнейшем находился при командовании Добровольческой армии и Вооружённых Сил Юга России, в 1920 г. занимал должность министра внутренних дел Южнорусского правительства, созданного при Главнокомандующем ВСЮР А. И. Деникине. После поражения белых армий эмигрировал. Его частная художественная коллекция была национализирована и вошла в состав открытого в 1920 г. Донского областного музея искусства и древностей (ныне — Ростовский областной музей изобразительных искусств).
В эмиграции проживал во Франции. В 1921 г. вошёл в состав Российского земско-городского комитета помощи российским гражданам за границей. Один из организаторов и на протяжении 30 лет генеральный секретарь Союза русских писателей и журналистов (Париж). Казначей Объединения русских адвокатов во Франции. В 1927 г. стал секретарём Центрального комитета «Дней русской культуры». Выступал с лекциями, занимался журналистской деятельностью, был одним из редакторов сборника «Памяти погибших», посвящённого погибшим и умершим во время гражданской войны деятелям кадетской партии, входил в редакционную коллегию еженедельника «Русская мысль» (основан в 1947 г.). Мемуарист. Написал две статьи о И. Е. Репине: «80-летний юбилей И. Е. Репина» // Иллюстрированная Россия. — Париж, 1924. — № 52 и «И. Е. Репин. К пятилетию со дня смерти» // Иллюстрированная Россия. — Париж, 1935. — № 40.
Умер в Париже 27 декабря 1954 года; похоронен на кладбище в Сент-Женевьев-де-Буа.